# Groussbéiweng
Groussbéiweng o Groussbéiwen (francès: Grand-Bevange, alemany: Großbivingen) és una vila de la comuna de Garnich, al districte de Luxemburg i el cantó de Capellen.
El topònim s'anomena Groussbéiwen en luxemburguès, Großbivingen en alemany i Grand-Bevange en francès. Al segle xviii, segons el cadastre de Maria Teresa, administrativament era un prebost depenent de la comuna i districte judicial de Garnich. Fins 1875 va pertànyer als anomenats «quatre pobles lliures», juntament amb Niederkerschen, Oberkerschen, Linger i Petingen, perquè durant segles es van governar segons la llei de Bohèmia o de Beaumont. Després va ser una granja de Hivange, situada als turons vers Dahlem. Fins al 1885 era part de la comuna de Garnich afiliada a la parròquia d'Oberkerschen.